# Willie Simmons
Willie Simmons (nacido el 3 de agosto de 1962 en Nueva Orleans, Luisiana) es un exjugador de baloncesto estadounidense. Con 2.11 metros de estatura, jugaba en la posición de pívot. 

## Trayectoria
- Universidad de Louisiana State (1981-1985)
- Saski Baskonia (1985-1986)
- Grand Rapids Hoops (1989-1990)
- Oklahoma City Cavalry (1990-1991)
- Omaha Racers (1991)